# Priscus (Gegenkaiser)
Lucius (?) Priscus († 250/251) war ein römischer Statthalter und Gegenkaiser.
Priscus war wahrscheinlich Statthalter (praeses) der Provinz Thracia. Er verteidigte im Jahr 250/251 Philippopolis gegen die Goten unter Kniva, konnte aber die Stadt  trotz tapferer Gegenwehr nicht halten. Nach Einnahme der Stadt (zweite Jahreshälfte 250 oder Frühjahr 251) erhoben die Goten Priscus zum Gegenkaiser, um Kaiser Decius besser bekämpfen zu können. Vom Senat zum Staatsfeind (hostis) erklärt, wurde Priscus bald darauf erschlagen. Priscus verfiel der damnatio memoriae.
Sehr wahrscheinlich ist Priscus mit Titus Iulius Priscus, dem Statthalter von Thracia 249/50, zu identifizieren.
Priscus ist nicht mit dem Prätorianerpräfekten Gaius Iulius Priscus unter Kaiser Philippus Arabs identisch.